# Aprosze
Aprosze, inaczej przykopy – wąskie, kręte rowy oblężnicze, umożliwiające atakującym skryte dojście do obleganej twierdzy, przy jak najmniejszych stratach w ludziach.